# 夏金桂
夏金桂，《红楼梦》人物，薛蟠之妻，因她家多种桂花供应皇宫而取此名。由于她父亲早逝，又是独女，寡母对她娇养太过，如若珍宝，遂养成盗跖的性情，自己尊若菩萨，他人秽如粪土。嫁到薛家后，见薛蟠宠爱香菱，极端嫉妒她，便三番五次摆布香菱，利用丫头宝蟾挑拨香菱与薛蟠的关系，导致香菱遭受薛蟠毒打。并且说“菱角花谁闻见香来着？”将“香菱”名字改为“秋菱”。因为专横跋扈，在薛家恣意妄为，甚至隔窗与婆婆绊嘴，闹得鸡犬不宁。還想勾引薛虯。
在《高续本》中，夏金桂欲毒死香菱，结果反毒死自己。